# Chthonius mazaurici
Chthonius mazaurici es una especie de arácnido  del orden Pseudoscorpionida de la familia Chthoniidae. Presenta las subespecies Chthonius mazaurici coironi y Chthonius mazaurici mazaurici.

## Distribución geográfica
Se encuentra en Francia.